# Station Racławki
Station Racławki is een spoorwegstation in de Poolse plaats Racławki.